# Balavásár
Balavásár (románul Bălăușeri, németül Bladenmarkt) falu Romániában, Erdélyben, Maros megyében. Községközpont, jelentős forgalmi csomópont.

## Nevének eredete
Neve a régi magyar Bala személynévből ered, névutótagja egykori vásáraira emlékeztet.

## Fekvése
A falu Marosvásárhelytől 18 km-re délkeletre, a Kis-Küküllő középső folyásának jobb oldalán fekszik. Az Erdélyi-medence közepén, a Küküllőmenti-dombvidéken található. A helység alaprajza nyugat–kelet irányú, a főutcán kívül kevés mellékutcája van.

## Története
1325-ben Balauasara néven említik. A letelepülés 1200. és 1250. között mehetett végbe. A Kiskend-i uradalomhoz tartozó birtokokat (Balavásár területét is), a Szalók nemzetségbeli Baládfiak kapták. A földbirtok megműveléséhez lakosságot telepítettek. Később, a birtok felaprózódásával, a népesség földművelő munkásokra és részbirtokosokra oszlik. A földbirtokosok olcsóbb munkaerőt (zsellérek, cselédek) telepítenek. Így jelenhetett meg a román és cigány népesség. A kereskedelem fejlődésével zsidó családok is lakják. Ősi vámoshíd is volt a Kis-Küküllő folyón.
Kitűnő bortermővidék, szüretei, vásárai egykor messze földön híresek voltak. 1851-ben az itteni szüreten tartották megbeszélésüket a Makk-féle összeesküvés résztvevői, akiket árulás folytán 1854-ben Marosvásárhelyen a Postaréten kivégeztek.
A trianoni békeszerződésig Kis-Küküllő vármegye Erzsébetvárosi járásához tartozott. Ezután román közigazgatásba került, 1940 és 1944 között újra magyar fennhatóság alatt Maros-Torda vármegye része volt, azóta román közigazgatásban áll.
Vására régóta nevezetes. A környező települések lakói állat, termény és háztartási szükségleteinek vásárait bonyolították és bonyolítják le, pénteki napon.

## Népesség
A település melletti nagy kiterjedésű szőlőhegy és a termékeny talaj (ártéri hordalékos) a völgyben, nagymértékben meghatározta a lakosság foglalkozását.
1850-ben 583 lakosából 430 fő magyar, 83 román, 52 cigány és 18 zsidó. 1910-ben 985-en lakták, 929 fő magyar és 55 román.
1992-ben 1290 lakosából 1063 fő magyar, 121 cigány és 106 román volt.
2002-ben 1228-an lakták, 958 fő magyar, 174 cigány és 96 román.

## Közlekedés
Területén kereszteződik az E60-as (DN13) nemzetközi műút, a DN13A Szováta irányú elágazása és a DJ142 megyei alárendeltségű műút Dicsőszentmárton felé. Távolságok műúton: Marosvásárhely - 24 km, Segesvár - 31 km, Dicsőszentmárton - 36 km, Szováta - 36 km. A falu közepétől déli irányba halad az Egrestőre vezető műút.
A falun áthalad a 307-es számú Parajd–Balázsfalva közötti vasútvonal is, amely kiszolgálja Szovátát és Dicsőszentmártont is.

## Látnivalók
- Református temploma Kós Károly tervei szerint épült.

## Testvértelepülések
- Fót, Magyarország
- Tápiószentmárton, Magyarország